# Броницкий, Юлиан Марьянович
Юлиан Марьянович Броницкий (1909—1944) — подполковник Рабоче-крестьянской Красной Армии, участник Великой Отечественной войны, Герой Советского Союза (1943).

## Биография
Юлиан Броницкий родился 28 февраля 1909 года в городе Екатеринослав, в семье служащего. По национальности поляк. Получил среднее образование. В 1929 году был призван на службу в Рабоче-крестьянскую Красную Армию. В 1931 году вступил в ВКП(б). В 1932 году окончил артиллерийскую школу в Сумах. С начала Великой Отечественной войны — на её фронтах. К сентябрю 1943 года подполковник Юлиан Броницкий командовал 899-м артиллерийским полком 337-й стрелковой дивизии 40-й армии Воронежского фронта. Отличился во время освобождения Украинской ССР.
В сентябре 1943 года Броницкий умело управлял огнём и маневрированием полка, организовывал его боевые действия в ходе наступления подразделений дивизии в районе села Великий Букрин Мироновского района Киевской области, чем обеспечил успех наступления всей дивизии.
Указом Президиума Верховного Совета СССР от 29 октября 1943 года подполковник Юлиан Броницкий был удостоен высокого звания Героя Советского Союза с вручением ордена Ленина и медали «Золотая Звезда».
Погиб в бою 15 января 1944 года. Похоронен в селе Плисков Погребищенского района Винницкой области Украины.
Был также награждён орденом Красного Знамени и медалью.